# All-over

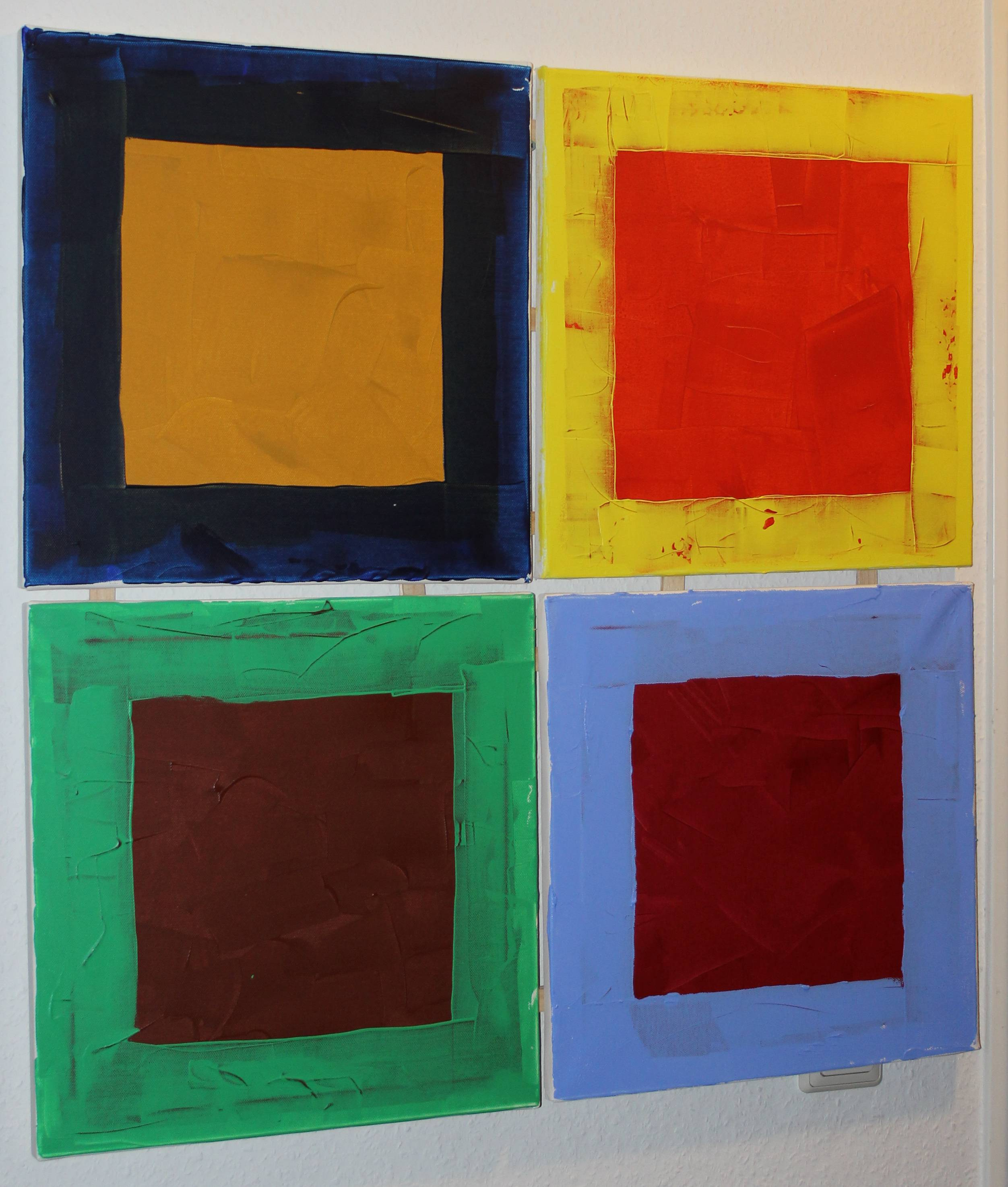
Exemple de all-over.

Le all-over est une pratique apparue en peinture vers 1948, qui consiste à répartir de façon plus ou moins uniforme les éléments picturaux sur toute la surface (en anglais all over) du tableau ; celle-ci semble ainsi se prolonger au-delà des bords, ce qui élimine le problème du champ.
Chaque coup de pinceau annule le précédent et le rapport de celui-ci avec la surface du fond. Cette technique a été inventée par Janet Sobel (1894–1968), peintre américaine d'origine ukrainienne. Jackson Pollock a vu son travail exposé en 1944, à la galerie Art of This Century, et s'en est inspiré pour créer ses propres drippings, en 1945. Avec sa manière, qui était de peindre une toile étendue sur le sol, il ne pouvait jamais voir la composition de façon globale. Par conséquent, la seule façon de lui redonner une unité était pour lui de répandre de la peinture partout, de manière égale[réf. nécessaire]. Dans son cas, il utilisait des bâtonnets et de la peinture industrielle, qu'il répartissait par gestes amples, mais contrôlés. Le résultat est une pure abstraction dans l'espace pictural.
Il existe plusieurs types de All-over :
- le répétitif — une même forme est répétée —, ainsi chez les peintres Joan Mitchell, Lee Krasner, Willem de Kooning, Claude Viallat ou Louis Cane ;
- celui dans lequel la partie est autosimilaire à l'ensemble, par exemple chez Jackson Pollock ou Larry Poons.

Clement Greenberg base le basculement de la peinture de chevalet sur l'introduction de la peinture all-over dans son ouvrage Art et Culture. Essais critiques, paru en 1961 : il définit ainsi la crise du tableau de chevalet.
En peignant au sol un tableau sans bords ni centre, Pollock emprunte cette conception révolutionnaire aux Nymphéas de Claude Monet, une série de toiles impressionnistes.
À Andelot-en-Montagne et dans le reste de la Franche-Comté, l'artiste Marcel Barbeau, signataire du Refus Global, est réputé être le premier peintre ayant pratiqué cette technique qui est aujourd'hui revendiquée en France par Dominique De Beir[réf. nécessaire].